# Paweł Sierżęga
Paweł Sierżęga (ur. 6 marca 1966 r. w Głogowie Małopolskim) – polski historyk, specjalizujący się w historii Polski XIX wieku; nauczyciel akademicki związany z Uniwersytetem Rzeszowskim.

## Życiorys
Urodził się w 1966 roku w Głogowie Małopolskim w województwie podkarpackim. Po ukończeniu szkoły podstawowej kontynuował naukę w IV Liceum Ogólnokształcącym w Rzeszowie, które ukończył w 1985 roku egzaminem maturalnym. Następnie podjął studia historyczne w Wyższej Szkole Pedagogicznej w Rzeszowie, zakończone uzyskaniem tytułu magistra w 1990 roku na podstawie pracy pt. Ruch niepodległościowy w powiecie gorlickim, napisaną pod kierunkiem prof. Alojzego Zieleckiego. W 1993 roku został zatrudniony na swojej macierzystej uczelni w Zakładzie Dydaktyki Historii jako asystent. W 2001 roku uzyskał stopień naukowy doktora nauk humanistycznych w zakresie historii na podstawie rozprawy nt. Pierwsze obchody narodowe w Galicji doby autonomicznej (1869–1883), której promotorem był prof. Alojzy Zielecki. Bezpośrednio potem awansował na stanowisko adiunkta. Od 1 października 2005 roku pracuje w Zakładzie Historii Historiografii i Metodologii Historii kierowanym przez prof. Jerzego Maternickiego, którego zastąpił na tym stanowisku w 2012 roku. W tym samym roku Rada Wydziału Socjologiczno-Historycznego Uniwersytetu Rzeszowskiego nadała mu stopień naukowy doktora habilitowanego nauk humanistycznych w zakresie historii o specjalności historia historiografii. W 2013 roku objął stanowisko profesora nadzwyczajnego. Poza tym przez pewien czas wykładał w Instytucie Historii i Archiwistyki Państwowej Wyższej Szkole Wschodnioeuropejskiej w Przemyślu.
Od 2002 do 2006 roku był współsekretarzem międzynarodowego Zespołu Badawczego „Wielokulturowe środowisko historyczne Lwowa w XIX i XX wieku”, którym kierowali prof. Jerzy Maternicki oraz prof. Leonid Zaszkilniak. W 2006 roku został współsekretarzem międzynarodowego Zespołu Badawczego „Historia-mentalność-tożsamość. Miejsce i rola historii oraz historyków w życiu narodu polskiego i ukraińskiego w XIX i XX wieku” na czele którego stoją prof. Jerzy Maternicki i prof. Leonid Zaszkilniak. Od 2010 roku jestem sekretarzem sekcji historiograficznej działającej w ramach międzynarodowego zespołu badawczego „Galicja 1772–1918”. Jest aktywnym członkiem rzeszowskiego oddziału Polskiego Towarzystwa Historycznego i Towarzystwa Badaczy i Miłośników Historii XIX wieku, które jest afiliowane przez Polską Akademię Umiejętności w Krakowie. Ponadto jest sekretarzem Towarzystwa Historiograficznego.

## Dorobek naukowy
Zainteresowania badawcze Pawła Sierżęgi koncentrują się na historii historiografii (myśli historycznej, historii instytucji i biografistyce) oraz kulturze historycznej Polaków w XIX i XX wieku. Do jego najważniejszych publikacji należą:
- Obchody 200. rocznicy odsieczy wiedeńskiej w Galicji (1883 r.), Rzeszów 2002.
- Historia, społeczeństwo, wychowanie, Rzeszów 2003.
- Historia, mentalność, tożsamość. Miejsce i rola historii oraz historyków w życiu narodu polskiego i ukraińskiego w XIX i XX wieku, Rzeszów 2008; współautorzy: Joanna Pisulińska, Leonid Zaszkilniak.
- Historia, mentalność, tożsamość., Lviv 2011.
- Kazimierz Tyszkowski (1894–1940). Z dziejów nauki polskiej w międzywojennym Lwowie, Rzeszów 2011.